# أسطورة طرزان (فلم)
أسطورة طرزان هو فلم حركة تم إنتاجه في الولايات المتحدة وصدر في سنة 2016. الفلم من إخراج ديفيد ياتس وكتابة ستيوارت بيتي. من بطولة الكسندر سكارسجارد وصامويل جاكسون ومارجوت روبي ودجيمون هونسو وكريستوف فالتز.

## القصة
تدور أحداث القصة بعد مرور العديد من السنوات على حياة (طرزان) في مدينة لندن بعد التعرف عليه واستقدامه من الغابة التي لطالما استقر ونشأ فيها، يعود طرزان مرة أخرى إلى الغابة كمندوب للتجارة في دولة الكونغو دون أن يعلم أنه بمثابة طُعم يستخدمه أشخاص آخرين ذوي نفوذ لتحقيق مصالح شخصية، حيث يسافر للتحقيق في الأنشطة الموجودة في مخيم للتعدين بالكونغو.

## الممثلون والشخصيات
- الكسندر سكارسجارد (بدور: طرزان)
- صامويل جاكسون (بدور: جورج واشنطن ويليام)
- مارجوت روبي (بدور: جاين بورتر)
- كريستوف فالتز (بدور: ليون روم)

## الميزانية والإيرادات
بلغت تكلفة إنتاج الفلم حوالي 180 مليون دولار.

## وصلات خارجية
- أسطورة طرزان على موقع IMDb (الإنجليزية)
- أسطورة طرزان على موقع ميتاكريتيك (الإنجليزية)
- أسطورة طرزان على موقع روتن توميتوز (الإنجليزية)
- أسطورة طرزان على موقع نتفليكس (الإنجليزية)
- أسطورة طرزان على موقع قاعدة بيانات الأفلام العربية
- أسطورة طرزان على موقع ألو سيني (الفرنسية)
- أسطورة طرزان على موقع Turner Classic Movies (الإنجليزية)
- أسطورة طرزان على موقع أول موفي (الإنجليزية)
- أسطورة طرزان على موقع بوكس أوفيس موجو (الإنجليزية)
- أسطورة طرزان على موقع فيلمافينيتي (الإسبانية)